# 페기 앤 가너
페기 앤 가너(Peggy Ann Garner, 1932년 2월 3일 ~ 1984년 10월 16일)는 미국의 배우이다.

## 영화
- 일리노이의 에이브 링컨
- 천국의 열쇠
- 브룩클린의 나무 성장

## 텔레비전
- 보난자 (드라마)
- 첩보원 0011
- 배트맨 (드라마)